# 東郷町
東郷町（とうごうちょう）は、愛知県の中部に位置し、愛知郡に属する町。
名古屋市と豊田市の中間に位置し、両市の通勤通学圏として1960年代後半から宅地開発が進められている。
全国規模の競技用ボート大会「中日本レガッタ」が開催される周囲約8 kmの愛知池や、国際招待ゴルフ「中日クラウンズ」が開催される中部地方で最も歴史ある名門ゴルフコース、名古屋ゴルフ倶楽部・和合コースを擁する。

## 地理

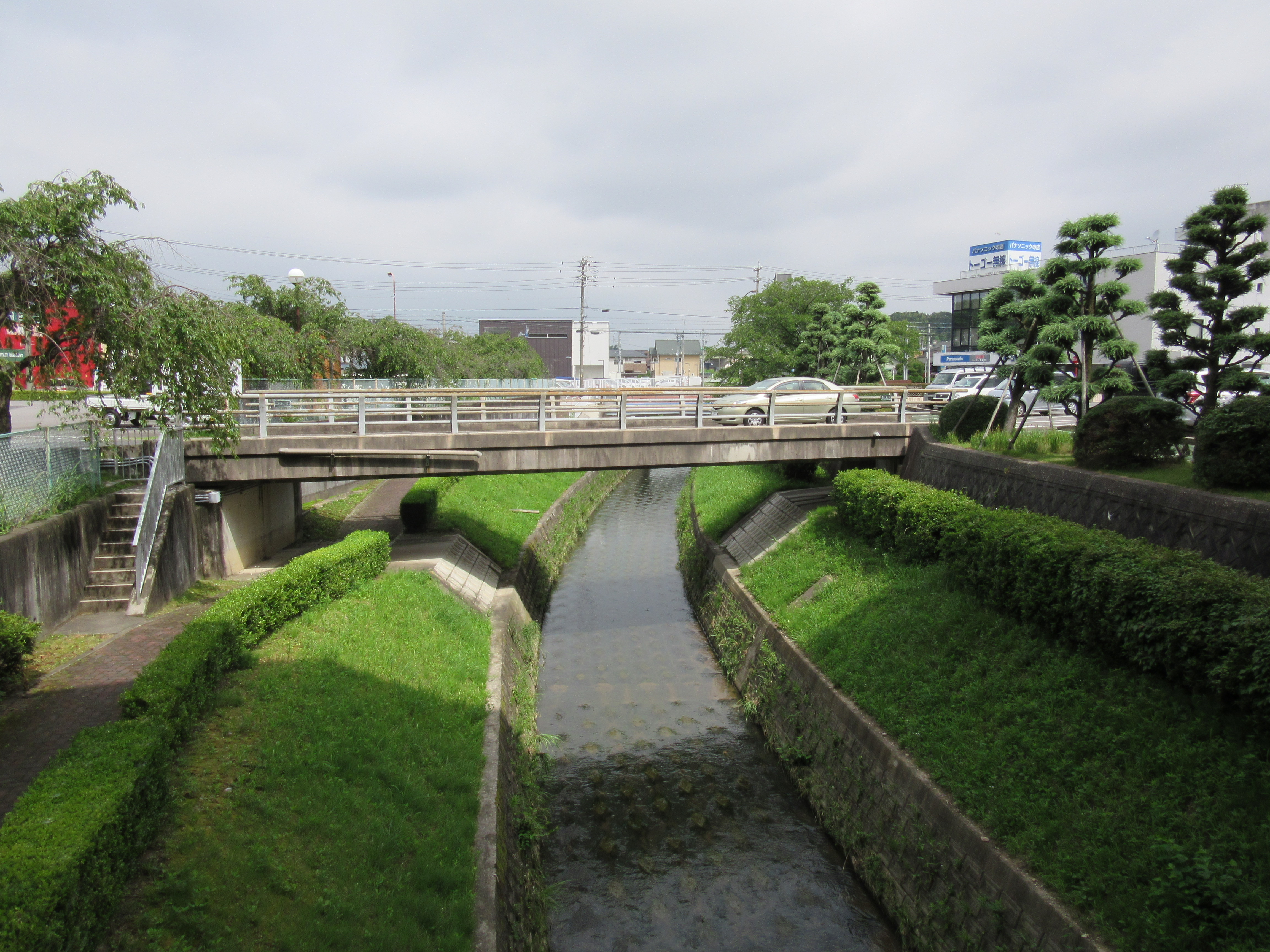
春木川（東郷町役場前より撮影）

尾張国と三河国の境を成す境川から尾張丘陵にかけてを町域とする。
町内を愛知用水の幹線が通り、その調整池として北東端に愛知池が造成されている。
西は名古屋市緑区、北は日進市、東はみよし市、南は豊明市に隣接している。

### 河川
本町を流れる河川は、全て境川水系である。
二級河川
- 境川
  - 前川

準用河川
- 千子川

普通河川
- 春木川
- 羽根穴川

### 湖沼
主な池
- 愛知池 - 愛知用水の調整池
- 千子池

### 地名
- 春木（旧春木村）
- 諸輪（旧諸和村）
- 和合（旧諸和村、1965年一部が日進町（現・日進市）に編入）
- 和合ケ丘（1966年、和合・諸輪の各一部より成立、1969年一部が日進町に編入）
- 春木台（1979年、春木の一部より成立）
- 白鳥（1979年、諸輪・和合の各一部より成立）
- 御岳（1979年、諸輪の一部より成立）
- 北山台（1980年、諸輪の一部より成立）
- 涼松（2004年、春木の一部より成立）
- 兵庫（2004年、春木の一部より成立）
- 三ツ池（2004年、春木の一部より成立）
- 清水（2004年、春木の一部より成立）

### 行政区
- 諸輪（もろわ）
- 和合（わごう）
- 傍示本（ほうじもと）
- 祐福寺（ゆうふくじ）
- 部田（へた）
- 白土（しろつち）
- 和合ケ丘（わごうがおか）
- 諸輪住宅（もろわじゅうたく）
- 白鳥（しらとり）
- 御岳（みたけ）
- 春木台（はるきだい）
- 押草団地南（おしくさだんちみなみ）
- 押草団地北（おしくさだんちきた）
- 北山台（きたやまだい）
- 西白土（にししろつち）
- 部田山（へたやま）
- 清水（しみず）

### 人口
| |                                        |  |
| 東郷町と全国の年齢別人口分布（2005年） | 東郷町の年齢・男女別人口分布（2005年） |  |
| ■紫色 ― 東郷町 ■緑色 ― 日本全国 | ■青色 ― 男性 ■赤色 ― 女性              |  |
| 東郷町（に相当する地域）の人口の推移 \| 1970年（昭和45年） \| 11,509人 \| \| \| 1975年（昭和50年） \| 15,591人 \| \| \| 1980年（昭和55年） \| 22,125人 \| \| \| 1985年（昭和60年） \| 28,475人 \| \| \| 1990年（平成2年） \| 30,446人 \| \| \| 1995年（平成7年） \| 32,172人 \| \| \| 2000年（平成12年） \| 36,878人 \| \| \| 2005年（平成17年） \| 39,384人 \| \| \| 2010年（平成22年） \| 41,851人 \| \| \| 2015年（平成27年） \| 42,858人 \| \| \| 2020年（令和2年） \| 43,903人 \| \| |                                        |  |
| 総務省統計局 国勢調査より |                                        |  |
| 1970年（昭和45年） | 11,509人                               |  |
| 1975年（昭和50年） | 15,591人                               |  |
| 1980年（昭和55年） | 22,125人                               |  |
| 1985年（昭和60年） | 28,475人                               |  |
| 1990年（平成2年） | 30,446人                               |  |
| 1995年（平成7年） | 32,172人                               |  |
| 2000年（平成12年） | 36,878人                               |  |
| 2005年（平成17年） | 39,384人                               |  |
| 2010年（平成22年） | 41,851人                               |  |
| 2015年（平成27年） | 42,858人                               |  |
| 2020年（令和2年） | 43,903人                               |  |

### 隣接している自治体・行政区
愛知県
- 名古屋市
  - 緑区
- 日進市
- 豊明市
- みよし市
- 刈谷市

## 歴史

### 東郷村の成立
現在の町域には明治4年時点で諸輪村、和合村、傍示本村、祐福寺村、部田村が存在した。1878年（明治11年）に傍示本村、祐福寺村、部田村が合併して春木村となり、同年の郡区町村編制法の施行により各村に戸長役場が設けられた。1882年（明治15年）に諸輪村、和合村、春木村の3ヶ村で1つの戸長役場を設ける形に改めた。
1889年（明治22年）に町村制が施行された。これに伴って諸輪村、和合村は合併して諸和村となり、諸和村と春木村はそれぞれ村役場を設けた。
1906年（明治39年）に再び町村合併が行われ、諸和村と春木村が合併して東郷村が成立した。名称の選定は難航したが、愛知郡の東部、また尾張国の東部に位置することから、「東の郷」として「東郷」と命名したとされる。

### 宅地開発
1964年に東郷村は名古屋都市計画区域に組み入れられ、丘陵地帯の宅地開発が進んだ。これにより人口は急増して1969年に1万人を突破、同年の増加率は愛知県第2位の15.3%であった。村から町となる機運が高まり、1970年に村議会と県議会で可決、4月1日に東郷町となった。また、同時期に役場の移転・新築が進められ、1970年7月13日から新庁舎の使用を開始した。町制施行と庁舎落成の記念式典は合わせて7月21日に行われた。

### 平成の大合併
平成の大合併の時期において、町民を対象に行われた合併する必要があるか問うアンケートでは、74.1%が肯定寄りの回答であった。住民有志が名古屋市との合併協議会設置について直接請求を行い、東郷町長は名古屋市長に対して合併協議会設置協議について議会に付議するか否かの意見を求めた。周辺の長久手町、日進市、豊明市でも同様の動きがあったものの、名古屋市長の松原武久は時期尚早としていずれも拒否した。

### セントラル開発
中心市街地を形成する「セントラル開発」を2008年から進めている。東郷町では商業地域がほとんどないため町民の消費の8割が町外で行われていることや、市街地が分散していることが課題として挙げられていた。この課題を解決するため、町役場の西側で土地区画整理事業を行い、大型複合商業施設の誘致やバスターミナルの整備、宅地開発を行った。商業施設については三井不動産グループが出店を決め、「ららぽーと愛知東郷」として2020年9月に開業した。

### 年表
- 1906年（明治39年）5月10日：愛知郡春木村、諸和村が新設合併し、東郷村が発足。
- 1916年（大正5年）：和合に電灯がつき、以後間もなく各地区にも行き渡る[17]。
- 1921年（大正10年）：東郷村歌（東郷行進曲）が作られる。
- 1922年（大正11年）：村に電話が開通する。
- 1929年（昭和4年）9月15日：名古屋ゴルフ倶楽部・和合コースがオープン。
- 1935年（昭和10年）：春木郵便取扱所（後の春木郵便局）が創設される。
- 1937年（昭和12年）：役場庁舎を新築。
- 1948年（昭和23年）：東郷村文化祭（農産物品評会、生花展示会、体育大会）開始。
- 1949年（昭和24年）：愛知県立旭丘高等学校東郷分校開校。
- 1961年（昭和36年）：愛知池完成。
- 1968年（昭和43年）：愛知県立東郷高等学校開校。
- 1970年（昭和45年）
  - 4月1日：町制施行により東郷町となる。
  - 5月：町章制定。
  - 6月：春木羽根穴に役場庁舎移転新庁舎完成。
- 1974年（昭和49年）：町の木にモッコク、町の花にアヤメを制定。
- 1976年（昭和51年）：東郷音頭・東郷小唄が作られる。
- 1985年（昭和60年）：町民憲章「わたくしたちの誓い」を制定。
- 1994年（平成6年）：愛知池でわかしゃち国体夏季大会漕艇競技開催。
- 2000年（平成12年）：東郷町巡回バス「じゅんかい君」運行開始[18]。
- 2012年（平成24年）11月：東郷町イメージキャラクター「トッピィ」誕生[19]。
- 2014年（平成26年）
  - 3月：「都市の低炭素化の促進に関する法律」に基づく低炭素まちづくり計画を作成[20]。
  - 12月：東郷中央土地区画整理事業組合設立総会[21]。

## 行政

### 町長
- 町長：石橋直季（2024年6月9日 - ）

歴代町長
- 近藤來藏
- 小島釼市
- 野々山佃
- 初代町長：石川正巳
- 真野貞行
- 武藤敏夫
- 1998年-2006年 石川伸作
- 2006年-2018年 川瀬雅喜[22]
- 2018年-2024年 井俣憲治

### 財政
2019年度（平成31年度）当初予算案
| 会計名   | 予算額            | 前年度対比 |
| -------- | ----------------- | ---------- |
| 一般会計 | 124億7,737万1千円 | 0.3％増    |
| 特別会計 | 66億2,804万4千円  | 11.9％減   |
| 企業会計 | 9億4,036万6千円   | 100％増    |
| 全会計   | 200億4,578万1千円 | 0.4％増    |

## 電力・通信
- 本町を担当する中部電力パワーグリッドの営業所は、名古屋市天白区の天白営業所である[24]。
- 市外局番は町の大部分の地域で0561（瀬戸MA）[25]が使用されるが、名古屋市に近い春木地区と和合にある名古屋ゴルフ倶楽部・和合コースは尾張旭市印場・瑞鳳地区や日進市の赤池・梅森地区同様に、名古屋市の市外局番052（名古屋MA）[26]を使用している。
- 郵便番号は町内全域で470-01**が使用される[27]。尚、町内の郵便配達は日進郵便局が担当する。

## 議会

### 愛知県議会
2023年愛知県議会議員選挙
- 選挙区：日進市及び愛知郡選挙区
- 定数：2人
- 投票日：2023年4月9日

| 候補者名 | 当落 | 年齢 | 党派名     | 新旧別 | 得票数 | 推薦・支持 |
| -------- | ---- | ---- | ---------- | ------ | ------ | ---------- |
| 近藤裕人 | 当   | 62   | 自由民主党 | 現     | 無投票 | 公明党     |
| 福田喜夫 | 当   | 67   | 無所属     | 現     | 無投票 | 新政あいち |

出典
2019年愛知県議会議員選挙
- 選挙区：日進市及び愛知郡選挙区
- 定数：2人
- 投票日：2019年4月7日

| 候補者名 | 当落 | 年齢 | 党派名     | 新旧別 | 得票数 |
| -------- | ---- | ---- | ---------- | ------ | ------ |
| 近藤裕人 | 当   | 58   | 自由民主党 | 現     | 無投票 |
| 福田喜夫 | 当   | 63   | 国民民主党 | 現     | 無投票 |

2015年愛知県議会議員選挙
- 選挙区：日進市及び愛知郡選挙区
- 定数：2人
- 投票日：2015年4月12日
- 当日有権者数：98,202人（日進市66,061人、東郷町32,141人）[29]
- 投票率：38.95％（日進市37.83％、東郷町41.25％）

| 候補者名 | 当落 | 年齢 | 党派名     | 新旧別 | 得票数   |
| -------- | ---- | ---- | ---------- | ------ | -------- |
| 近藤裕人 | 当   | 54   | 自由民主党 | 現     | 15,960票 |
| 福田喜夫 | 当   | 59   | 民主党     | 新     | 13,596票 |
| 山田達郎 | 落   | 41   | 自由民主党 | 新     | 7,710票  |

### 衆議院
- 選挙区：愛知7区（大府市、尾張旭市、豊明市、日進市、長久手市、愛知郡）
- 任期：2024年10月27日 - 2028年10月26日
- 投票日：2024年10月27日
- 当日有権者数：353,528人[30]
- 投票率：58.15％

| 当落 | 候補者名   | 年齢 | 所属党派   | 新旧別 | 得票数    | 重複 |
| ---- | ---------- | ---- | ---------- | ------ | --------- | ---- |
| 当   | 日野紗里亜 | 36   | 国民民主党 | 新     | 111,406票 | ○    |
|      | 鈴木淳司   | 66   | 自由民主党 | 前     | 71,176票  |      |
|      | 鈴木弘一   | 49   | 日本共産党 | 新     | 16,780票  |      |

## 施設

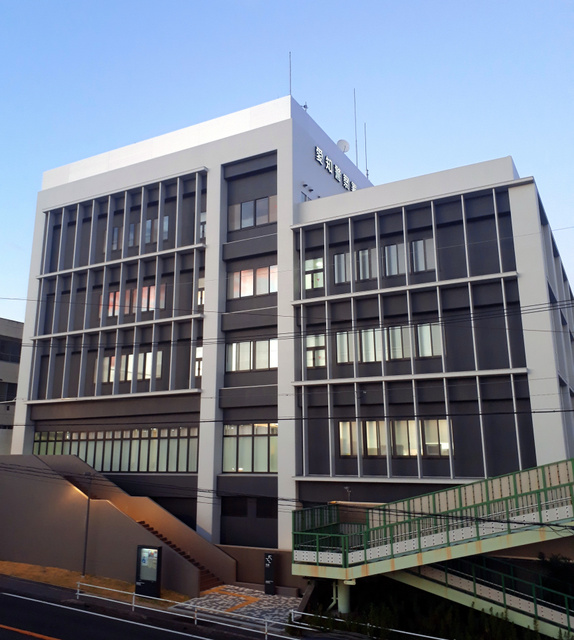
愛知警察署

### 警察
本部
- 愛知県警察 愛知警察署

交番
- 春木交番（愛知郡東郷町春木台2丁目）
- 御岳交番（愛知郡東郷町御岳1丁目）

### 消防
本部
尾三消防組合消防本部
消防署
- 東郷消防署（愛知郡東郷町大字春木）

### 医療
町内に大規模な拠点病院は存在しない。町から近い拠点病院は豊明市の藤田医科大学病院、長久手市の愛知医科大学病院、名古屋市天白区の名古屋記念病院などとなる。
主な病院
- 東郷診療所

### 国税
- 名古屋国税局昭和税務署（名古屋市瑞穂区）[31]

### 社会教育施設
- イーストプラザいこまい館
- 東郷町民会館

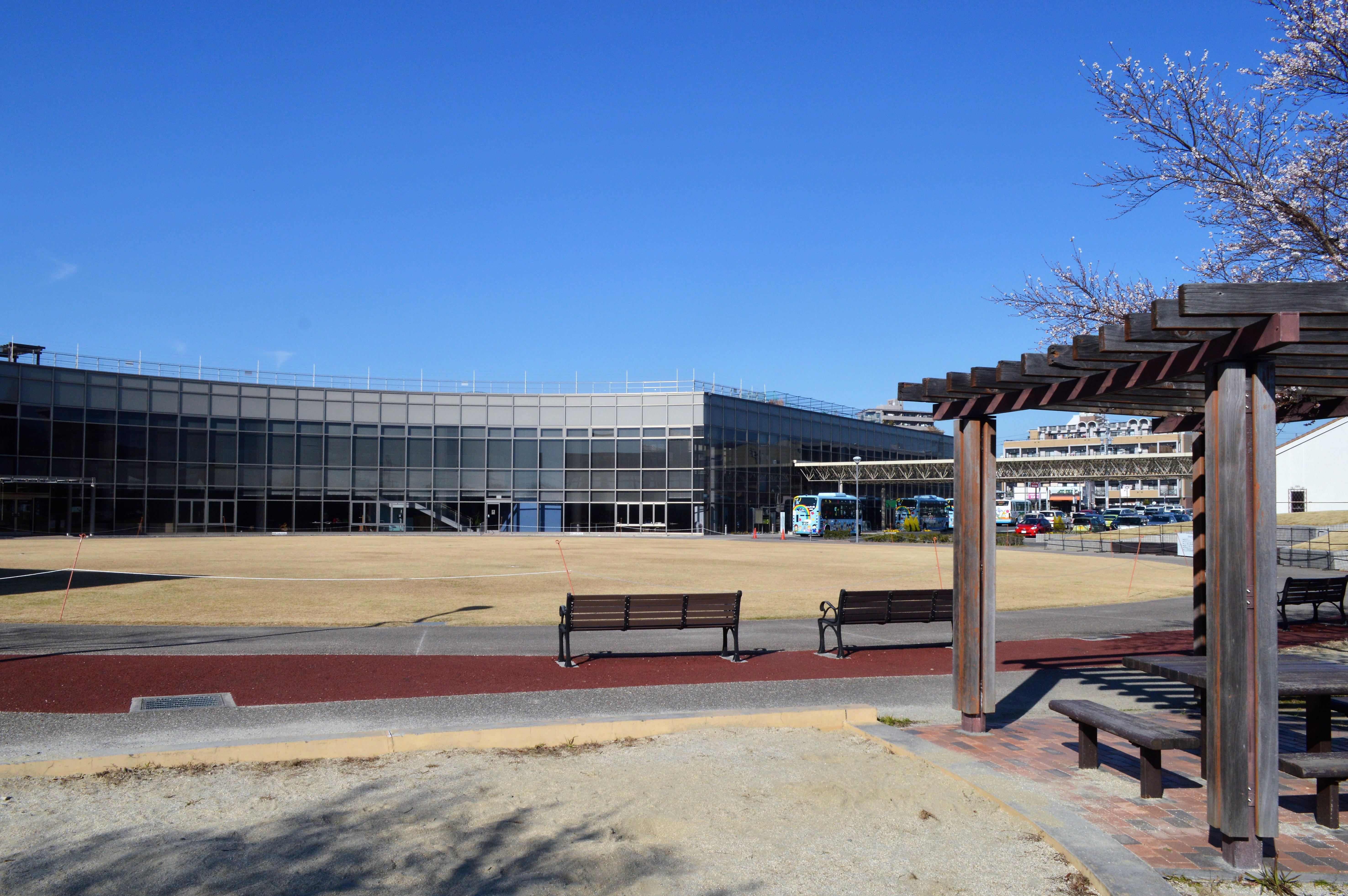
イーストプラザいこまい館

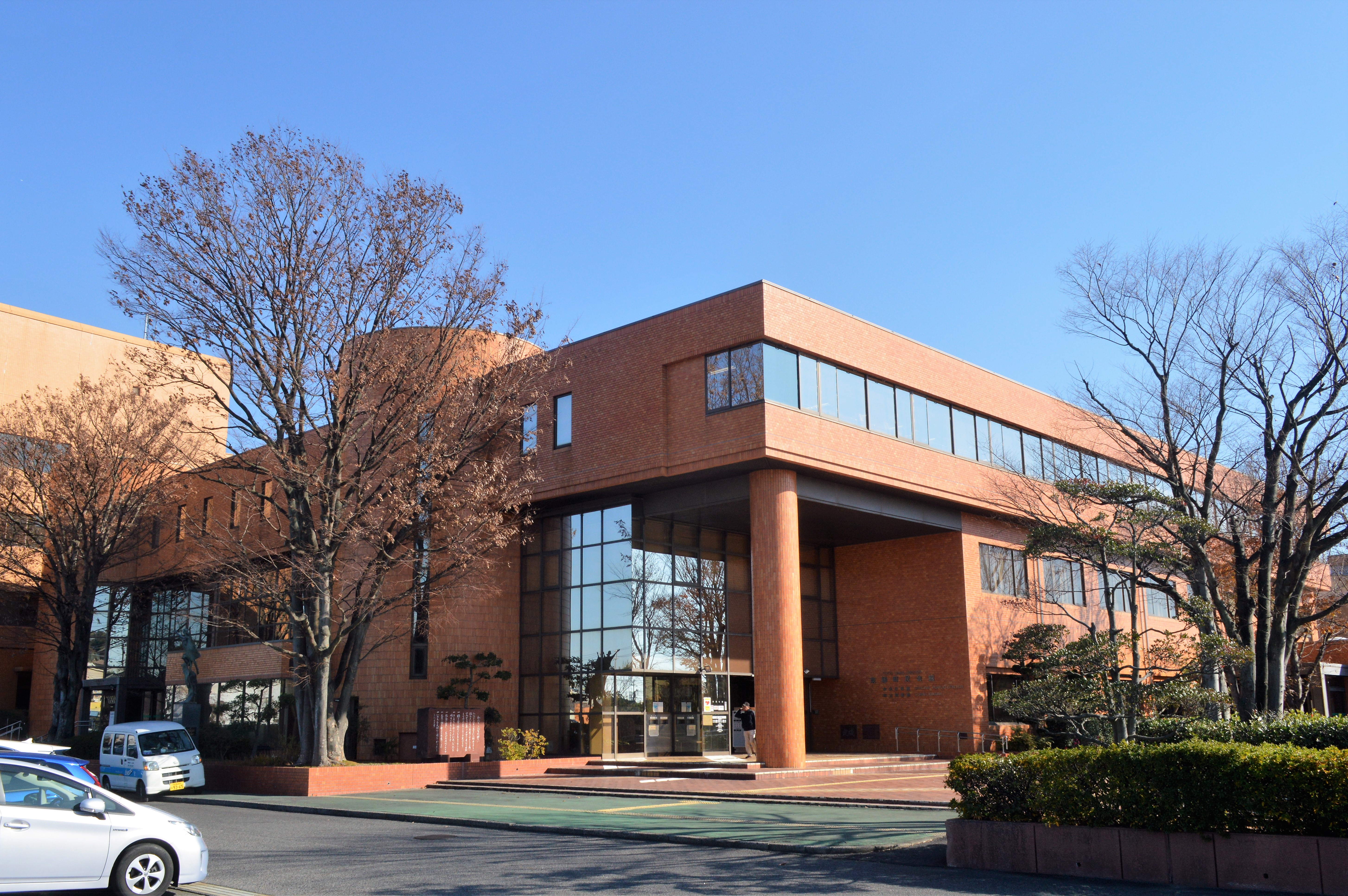
東郷町民会館

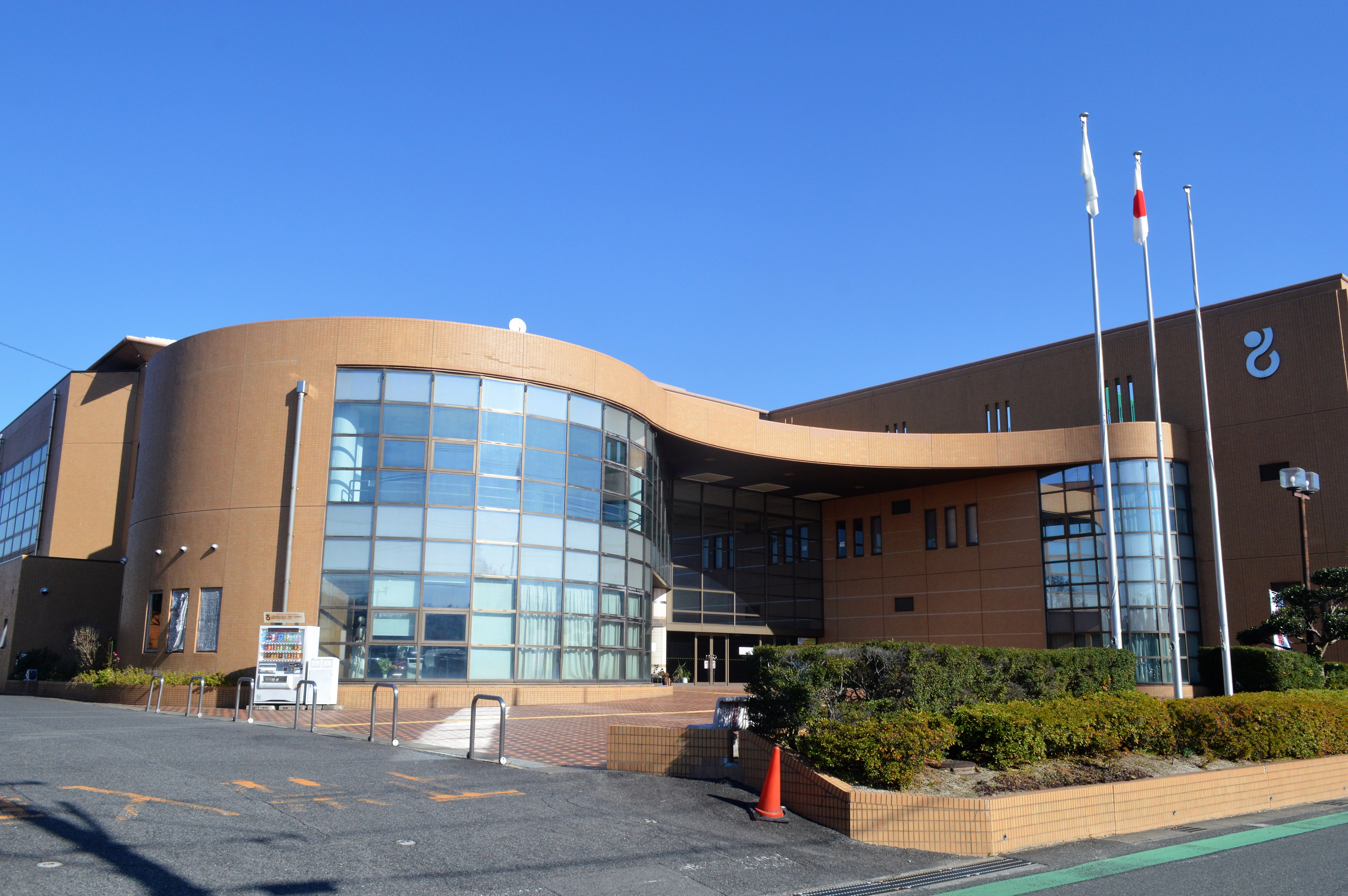
東郷町総合体育館

- 東郷町立図書館 - 1982年8月、東郷町民会館の3階に開館した。
- 東郷町総合体育館（アリーナ・多目的運動室・武道場・弓道場）
- 愛知池運動公園（運動場・野球場・キャンプ場・テニスコート）
- 東郷町愛知池漕艇場[32]
- トーゴーボートハウス[33]
- 町民運動広場
- 桝池テニスコート
- 境川多目的広場（ソフトボール、少年野球、少年サッカー、フットサル、グラウンドゴルフ等）
- ふれあい広場（ゲートボール場）
- トレーニングジム（イーストプラザいこまい館内）

### 公園
主な公園･緑地
- 愛知池運動公園
- 町民運動広場
- 境川緑地公園多目的広場

### その他の施設
- 尾三衛生組合東郷美化センター
- 愛知中部水道企業団
- 水資源機構愛知用水総合事業部（愛知池）

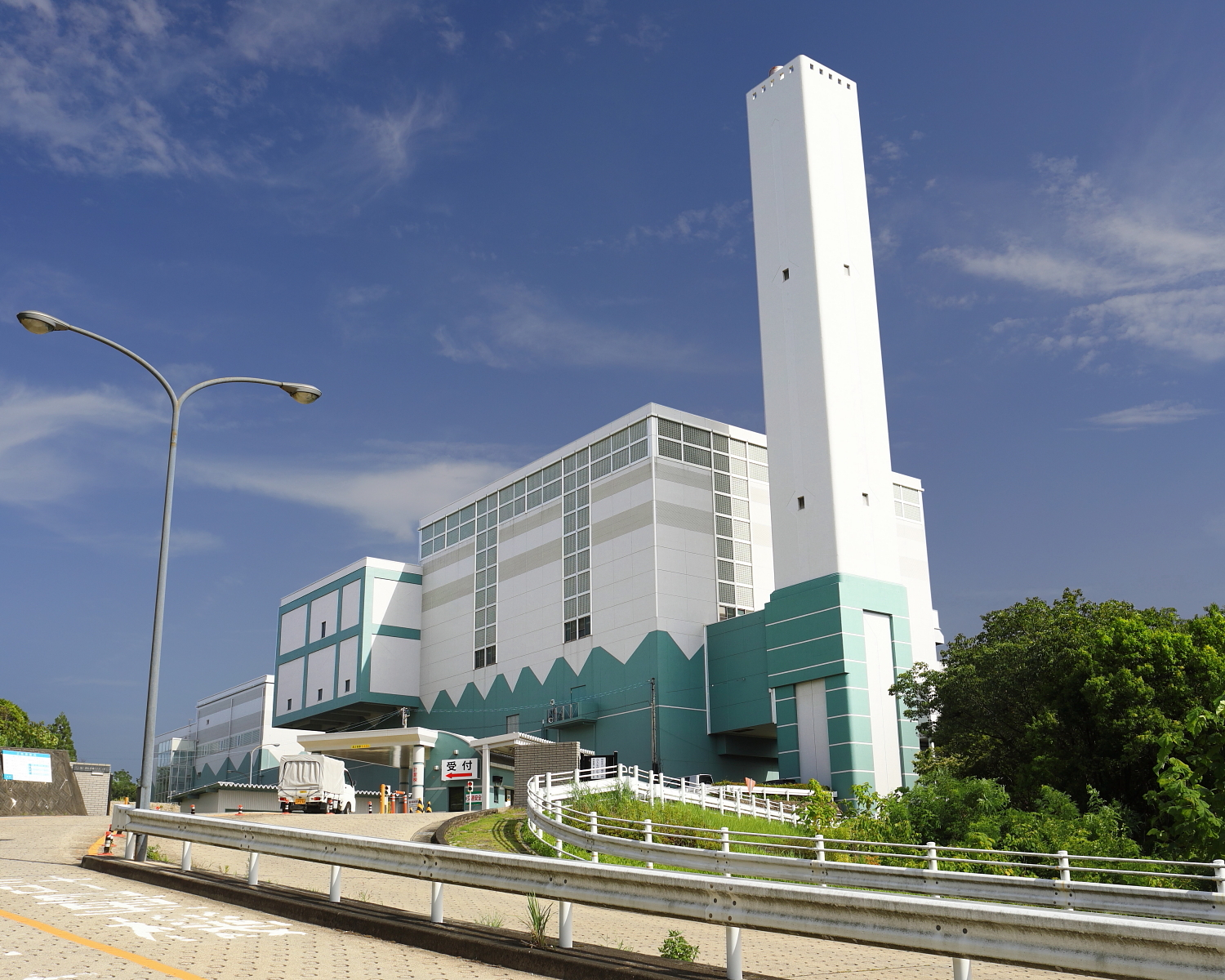
尾三衛生組合東郷美化センター

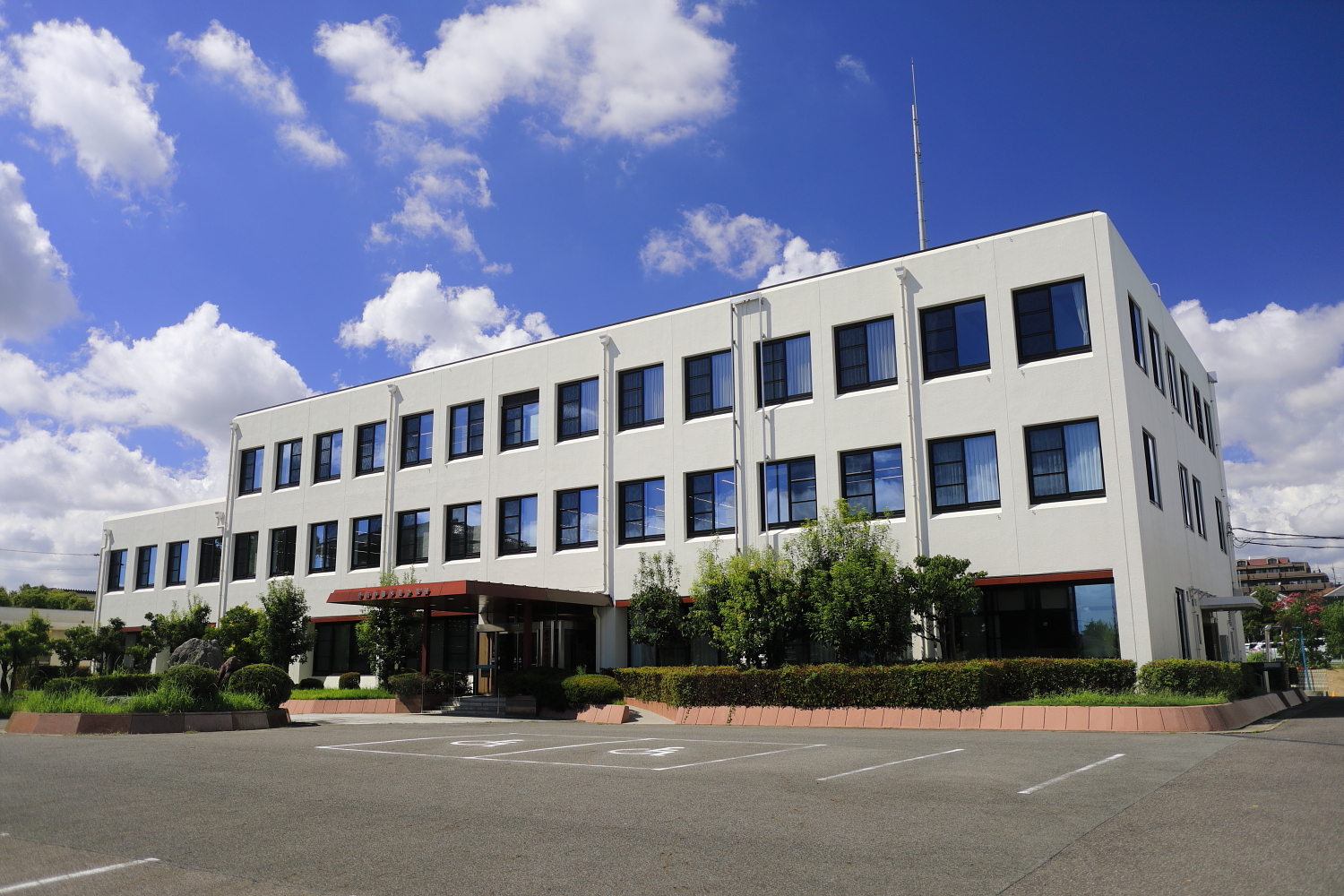
愛知中部水道企業団

- 東郷発電所（東郷調整池（愛知池）と幹線水路の落差を利用した小水力発電設備）
- 愛知県水質試験所
- 愛知県総合教育センター
- 東郷町商工会

## 姉妹都市・提携都市

### 国外
フレンドシップ相手国
2005年（平成17年）に開催された愛知万博では「一市町村一国フレンドシップ事業」が行われた。名古屋市を除く愛知県内の市町村が、120の万博公式参加国をそれぞれフレンドシップ相手国として迎え入れた。東郷町はインドネシア共和国を迎え入れたため、愛知万博終了後も学校給食ではしばしばインドネシア料理であるナシゴレンやミゴレンが出される。

### 国内
友好都市
- 長野県王滝村 - 町内を流れる愛知用水の水源牧尾ダムがある。

その他
かつて以下3町と「全国東郷会」を結成していた。
- 鳥取県東郷町（現：湯梨浜町）
- 宮崎県東郷町（現：日向市）
- 鹿児島県東郷町（現：薩摩川内市）

## 経済

### 商業
主な商業施設
- アオキスーパー白鳥店

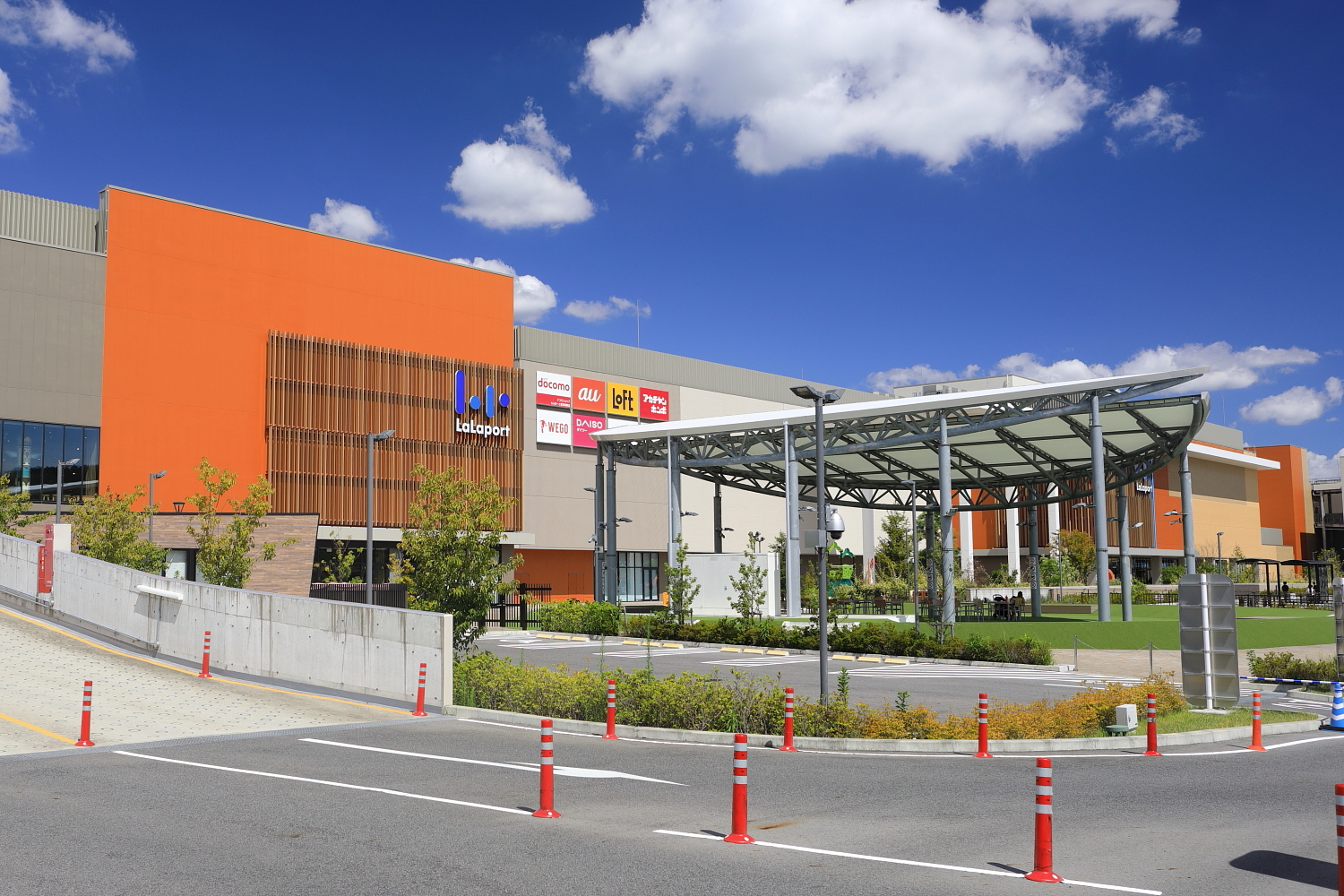
ららぽーと愛知東郷

- 153広場 - 国道153号に面した商業空間
- 赤ちゃんデパート水谷東郷店
- オートプラネット名古屋 - 日本最大規模の中古輸入車屋内展示場
- 建デポプロ東郷店（LIXIL）
- タチヤ東郷店
- パレマルシェ東郷店
- マツヤデンキ東郷店
- らくだ書店
- ららぽーと愛知東郷（大型商業施設、2020年9月14日開業）[35][36][37][38][39][40][41][42]

当町内から徒歩圏内に、以下の店舗が存在する。
- フィール 日進店（日進市）
- フェルナ 赤池店（同上）
- マックスバリュ 米野木店（同上）
- ヤマナカ フランテ館 名古屋白土店（名古屋市緑区）

### 町内に本社を置く企業
- 中本アドバンストフィルム
- UHT
- アツタ起業[43]
- ウツノ[44]
- 喜多村[45]
- コムテック
- 進栄[46]
- 中部理化
- チヨダ工業[47]
- 東郷ケーブル[48]
- 東郷製作所
- 東洋化学
- 豊田合成インテリア・マニュファクチュアリング
- 日特電子[49]

### 町内に拠点を置く企業
- 進和東郷物流センター[50]
- 前田製作所愛知営業所（コマツ名古屋 愛知営業所）[51]
- パイロットインキ東郷工場
- 大日精化東郷製造事業所[52]
  - 大日カラー・コンポジット東郷製造事業所
- 大宝運輸東郷コールドセンター[53]
- ブリヂストンタイヤジャパン中部支社愛知カンパニー名古屋東部営業所
- モデル社東郷工場
- プロトコーポレーショントマロッソ東郷ファーム[54]
- ゴルフパートナー和合練習場

## 教育

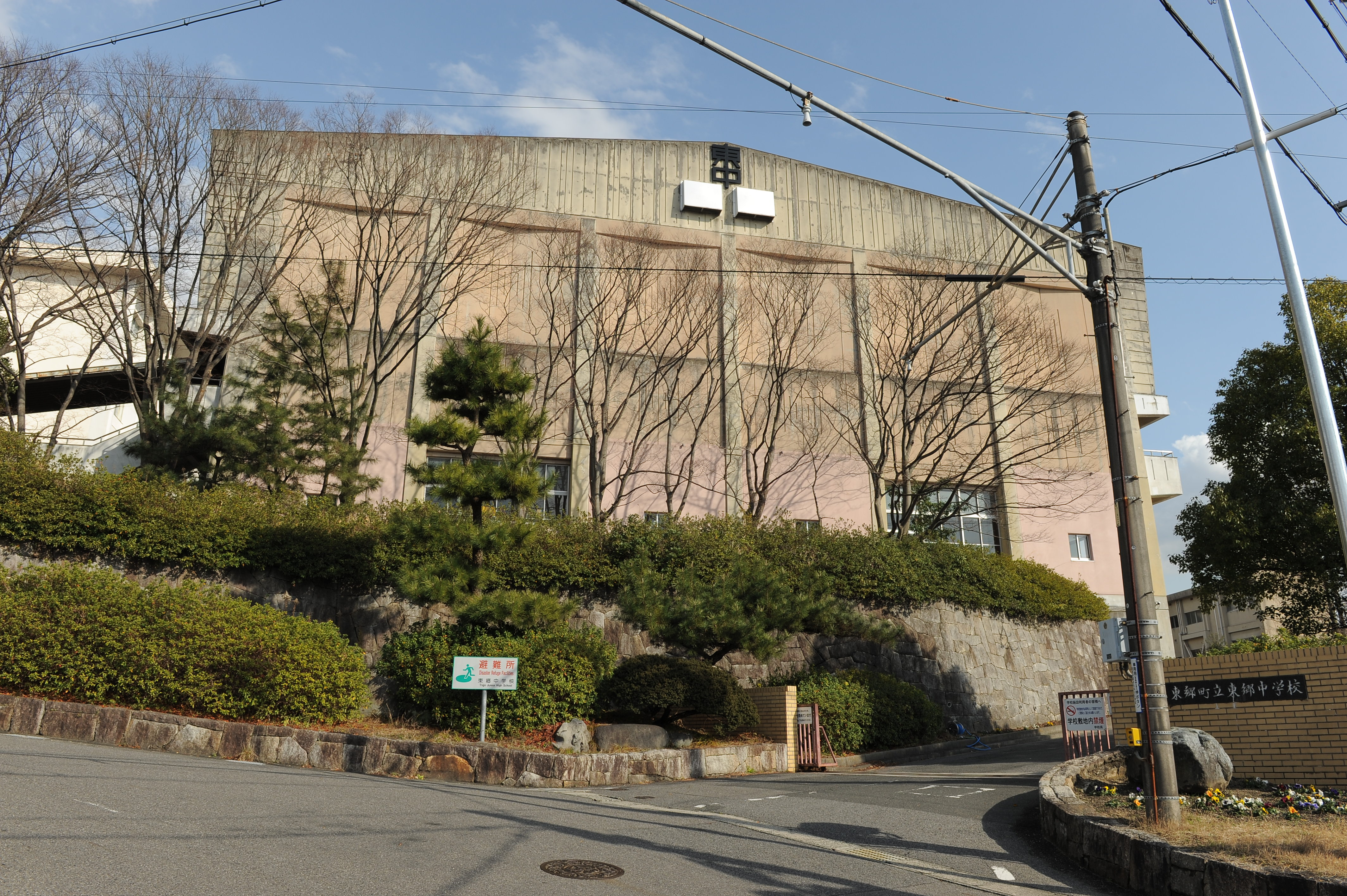
東郷中学校

### 大学
国立
- 名古屋大学
  - 大学院生命農学研究科附属フィールド科学教育研究センター 東郷フィールド
  - 東郷自然観察園（東郷町清水ヶ根）[55]

### 高校
県立
- 愛知県立東郷高等学校

私立
- 東邦高等学校東郷グラウンド

### 中学校
町立
- 東郷町立東郷中学校
- 東郷町立諸輪中学校
- 東郷町立春木中学校

### 小学校
町立
- 東郷町立東郷小学校
- 東郷町立諸輪小学校
- 東郷町立高嶺小学校
- 東郷町立春木台小学校
- 東郷町立音貝小学校
- 東郷町立兵庫小学校

## 交通

### 鉄道
東郷町内に鉄道駅・路線はないが、隣接市に複数の駅がある。
- 名古屋鉄道
  - 名鉄豊田線（名古屋市営地下鉄鶴舞線と相互直通運転）
    - 日進駅 （町境より600m）
    - 米野木駅 （町境より300m）
    - 黒笹駅 （町境より500m）
- 名古屋市営地下鉄
  - 名古屋市営地下鉄鶴舞線（名鉄豊田線と相互直通運転）
    - 赤池駅（町境より1.3km）

  - 名古屋市営地下鉄桜通線
    - 徳重駅（町境より2.1km）

### バス
コミュニティバス
- 東郷町巡回バス「じゅんかい君」
- 東郷・藤田医大バス

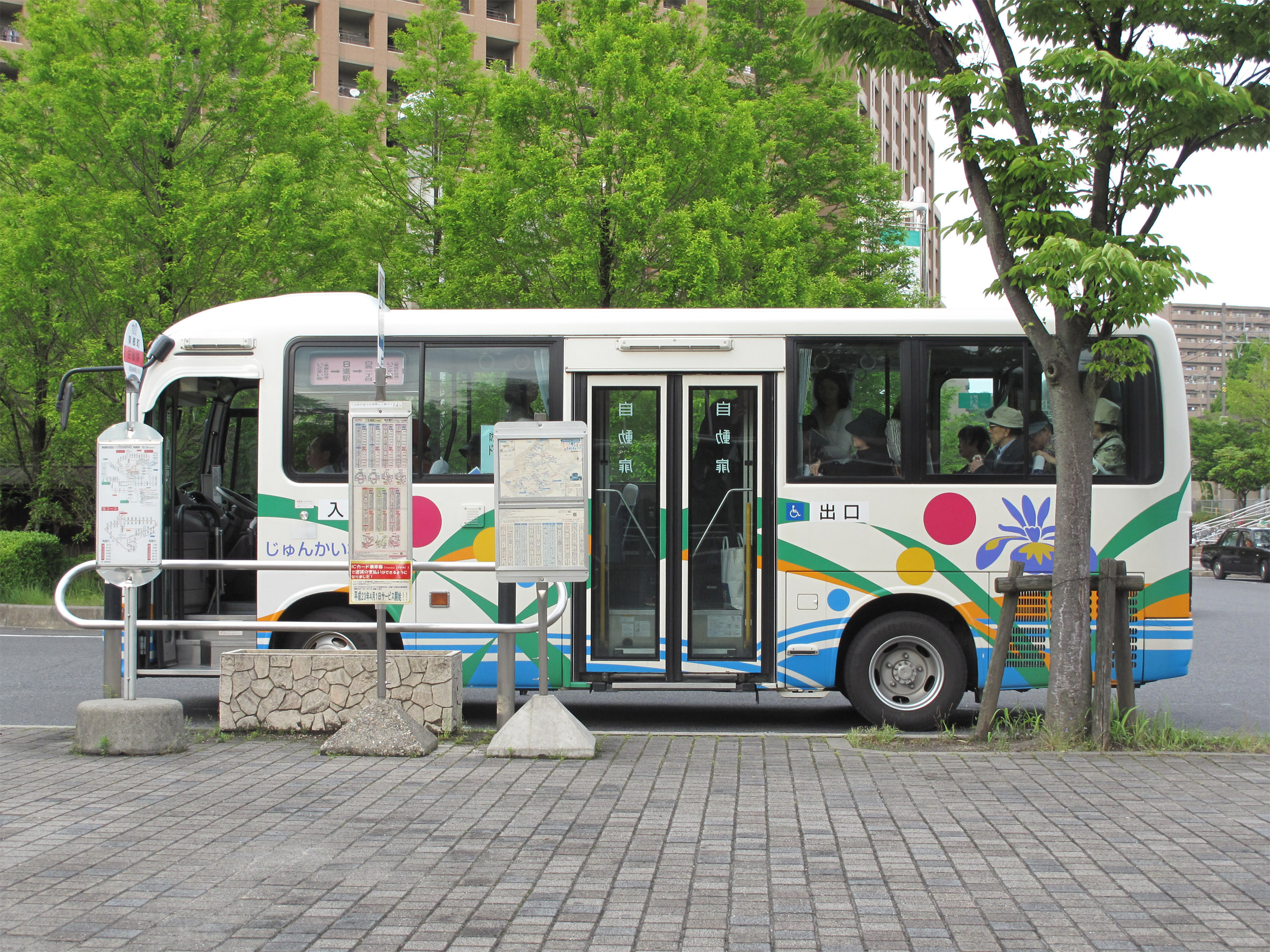
じゅんかい君

  - ららぽーと愛知東郷 - 藤田医科大学病院（豊明市）

路線バス
- 名鉄バス
  - 赤池駅 、日進駅、米野木駅、徳重駅、 前後駅、 知立駅、豊田市駅 各駅からの発着便あり

高速バス
- JR東海バス
  - ドリームなごや号（夜行便）
    - 名古屋駅 - ららぽーと愛知東郷（モール内に2020年10月1日新設）(和合バス停（いこまい館前）は廃止）[56] - 東京駅[57]

### 道路

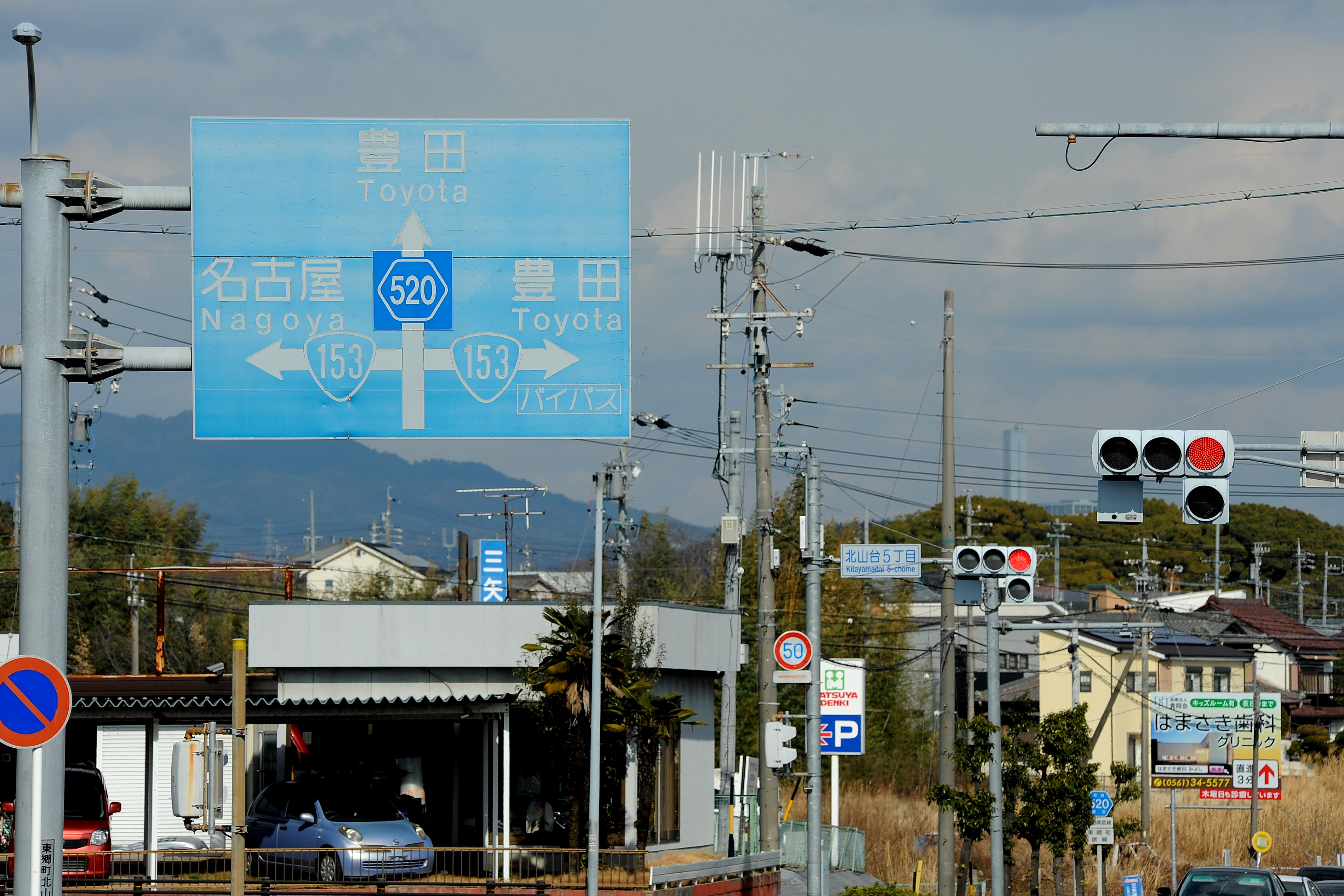
国道153号と県道520号が交わる北山台5丁目交差点

名古屋市と豊田市を結ぶ国道153号豊田西バイパスが東西に通る。また、瀬戸市、長久手市、日進市から東郷町を経て豊明市、大府市、東海市へ至る愛知県道57号瀬戸大府東海線が南北に通る。
一般国道
国道153号
主要地方道
- 愛知県道36号諸輪名古屋線
- 愛知県道54号豊田知立線
- 愛知県道56号名古屋岡崎線
- 愛知県道57号瀬戸大府東海線

一般県道
- 愛知県道218号和合豊田線
- 愛知県道233号岩作諸輪線
- 愛知県道236号春木沓掛線
- 愛知県道520号豊田東郷線

### ナンバープレート
東郷町は、名古屋ナンバー（愛知運輸支局）を割り当てられている。

## 観光

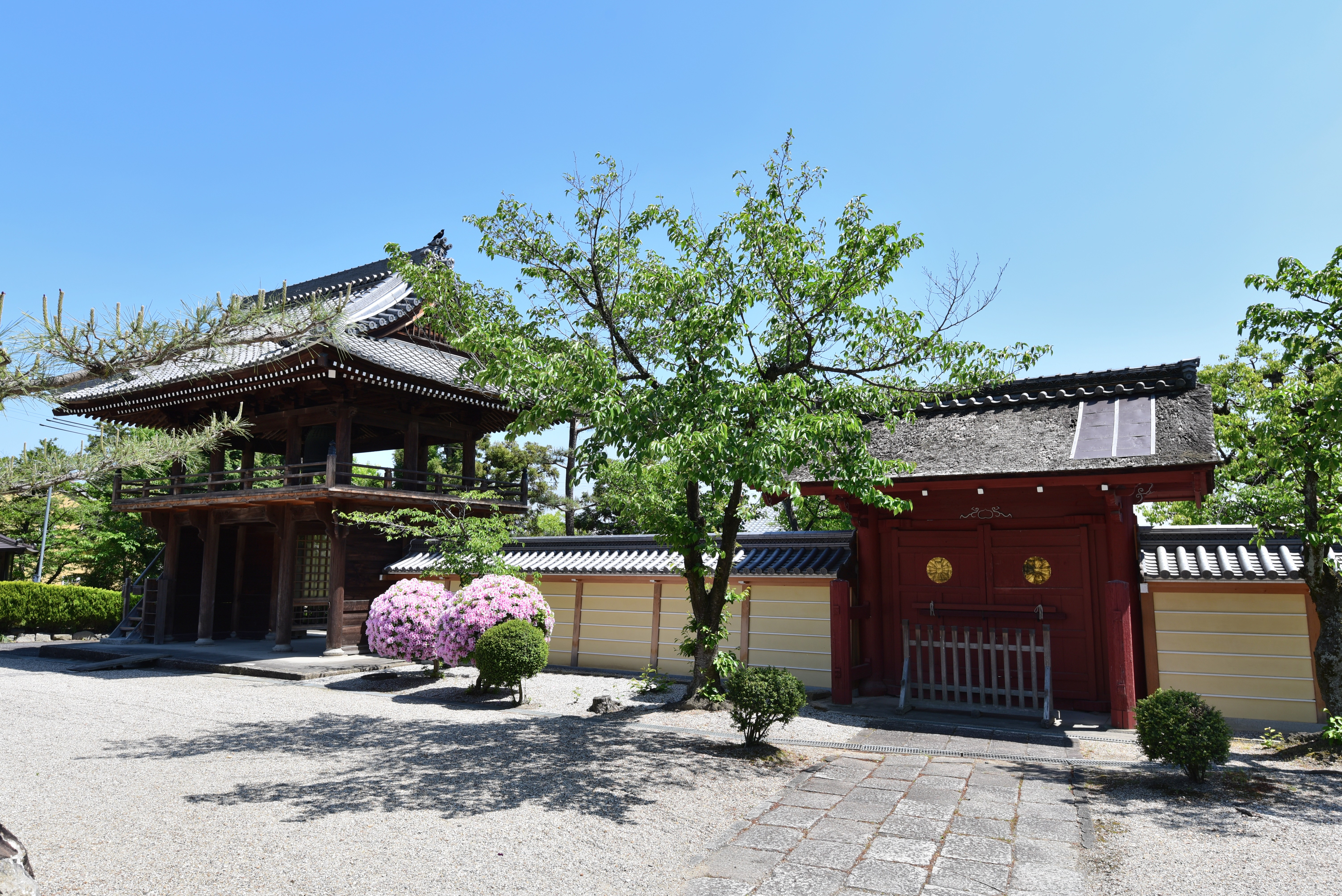
祐福寺

### 文化財
史跡・文化財
- 祐福寺[58]

県指定文化財
- 祐福寺勅使門・円光大師画像・遣迎二尊画像
- 祐福寺一里塚
- 観音寺木造正観音菩薩坐像
- 黒笹七号窯

町指定文化財
- 祐福寺土塀

その他町内の文化財
- 祐福寺参道石垣由緒記の石
- 茶臼山古墳
- 傍示本城跡 - 天正12年（1584年）4月、小牧・長久手の合戦の際、徳川家康方に従軍していた岩崎城（日進市）城主・丹羽氏清の弟である傍示本城主の丹羽氏重が岩崎城を預かっていたが、羽柴秀吉方の池田隊に攻撃されて守備の城兵全員が討死。この岩崎城の戦いが織田・徳川方を勝利に導いたと伝えられている[59]。

### 名所･旧跡
主な寺院･神社
春木地区
- 山神神社
- 祐福寺
- 大悟寺
- 法性寺
- 富士浅間神社
- 傍示本春日神社

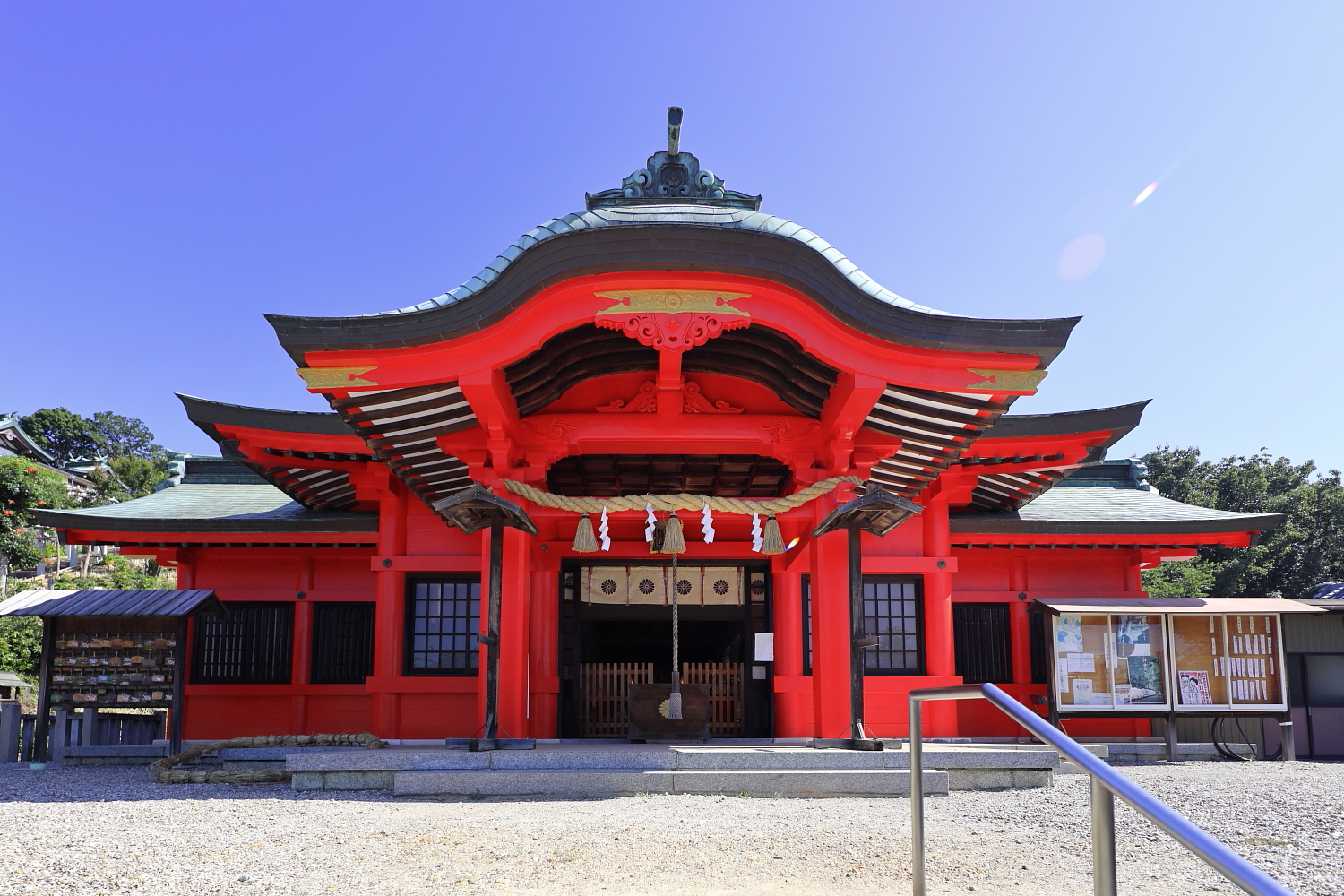
富士浅間神社

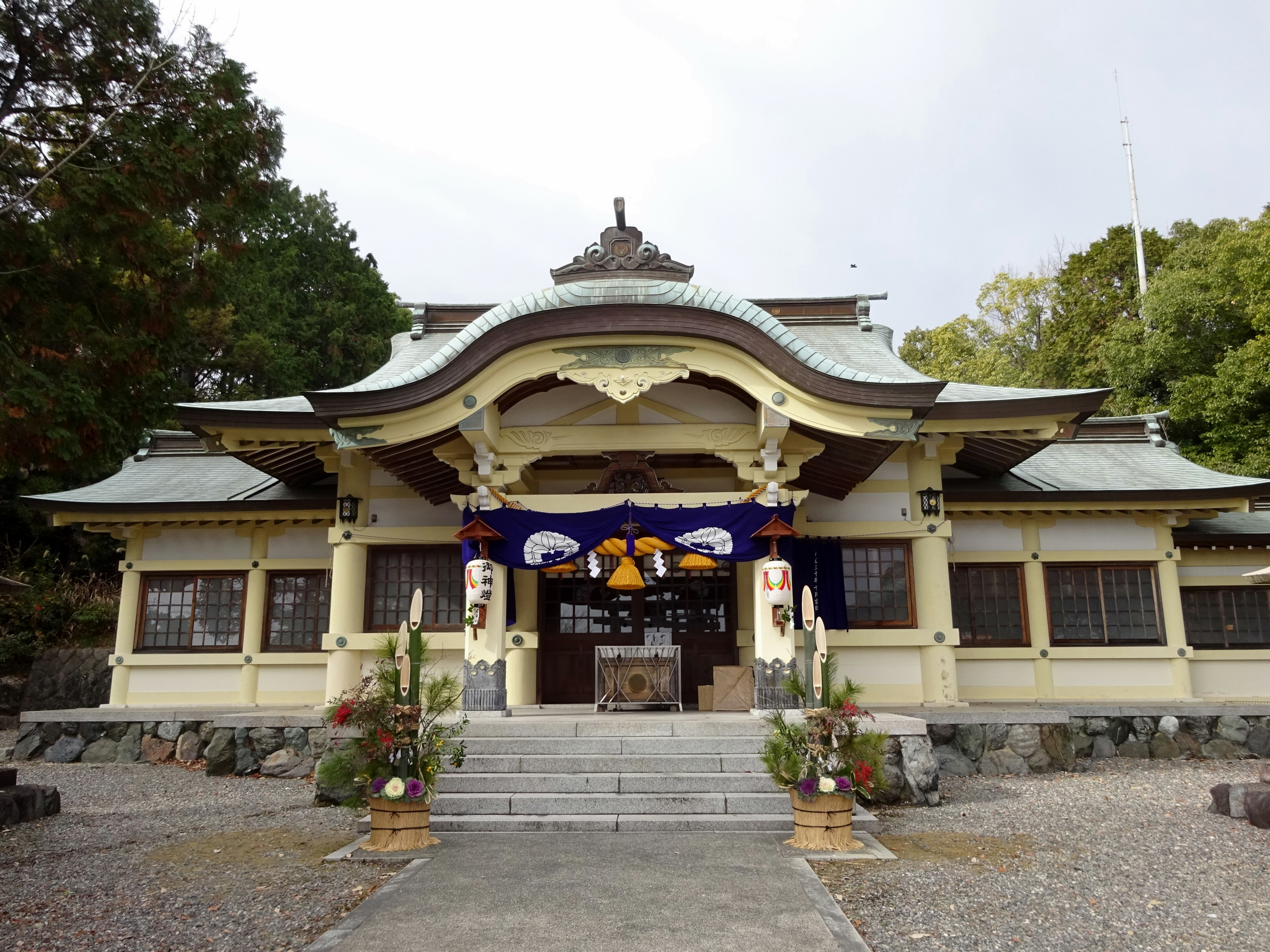
傍示本春日神社

- 円盛寺 - 1891年（明治24年）の濃尾地震の際に、庫裡が倒壊し、本堂が傾斜する被害を受けた[60]。
- 部田春日神社
- 受徳寺
- 傍示本御嶽神社
- 太子寺
- 東光寺

和合地区
- 和合春日神社
- 大徳寺
- 和合子安地蔵堂
- 和合御嶽神社

諸輪地区
- 白鳥神社
- 諸輪御嶽神社
- 清安寺
- 観音寺
- 宝珠院

札所
- 城東西国三十三観音
観音寺、大徳寺、円盛寺、祐福寺がそれぞれ5、6、7、8番札所に指定されている。

主な遺跡
- 子安地蔵堂

### 観光スポット
文化施設
- 東郷町郷土資料館・昔体験館（イーストプラザいこまい館内）

その他の観光スポット
- 愛知池（水資源機構）
- 名古屋ゴルフ倶楽部・和合コース
- 涼松せせらぎの道
- オートプラネット

## 文化

### 祭事･催事
- 中日本レガッタ（4月：愛知池漕艇場）
- 児童館こどもまつり（6月）
- 町民レガッタ（8月：愛知池漕艇場）
- 町民納涼まつり（8月）
- こどもエコばんぱく（9月）
- 文化産業まつり（11月）
- 愛知池ハーフマラソン＆ファミリーラン（12月：愛知池）

## 出身著名人
- 猿田佐世 - 弁護士
- 井俣憲治 - 元東郷町長
- 近藤薫 - シンガーソングライター、作詞家、作曲家、編曲家、ギタリスト、音楽プロデューサー
- 佐藤二朗 - 俳優
- 磯村芳幸 - プロゴルファー
- 川原浩揮 - フジテレビアナウンサー
- 石原敬士 - フリーアナウンサー
- 石川貢 - プロ野球選手
- 林琢真 - プロ野球選手
- 馬瓜エブリン - バスケットボール選手（生まれは豊橋市）
- YOSHI-HASHI - 新日本プロレス